# Lovin' Me
»Lovin' Me« je skladba in prvi single dua Maraaya iz leta 2014. Glasbo je napisal Raay, besedilo pa Marjetka Vovk in Charlie Mason.

## O skladbi

### iTunes
Leta 2014 sta pod imenom Maraaya izdala svoj prvi single »Lovin' Me«. Pesem je doživela velik uspeh na iTunes lestvicah v Belgiji, Nemčiji, Italiji and Sloveniji.

### Uspeh v tujini
Bila je med desetimi najbolj prodajanimi singli v Italiji, uvrščena pa je bila tudi na poljski kompilaciji Bravo Hits Zima 2015. Na nemški lestvici singlov DJ's Dance Top 100 je zasedla 34 mesto.
Najvišje uvrstitve pesmi »Lovin' Me« na najpomembnejših uradnih državnih singel lestvicah: na slovenski SloTop50 je zasedla 13., na italijanski FIMI je zasedla 52. in na belgijski (Flandrija) Ultratip 100 je zasedla 83. mesto.

## Zasedba

### Produkcija
- Raay – glasba, aranžma, producent
- Marjetka Vovk – besedilo
- Charlie Mason – besedilo
- Boris Perme – producent

### Studijska izvedba
- Marjetka Vovk – vokal
- Raay – glasbena spremljava

## Single izdaja
- Švedska" (promocijski CD)[3]

1. »Lovin' Me« (Radio verzija) – 3:49
2. »Lovin' Me« (Tobix remix) – 3:29

- Nizozemska" (promocijski CD)[3]

1. »Lovin' Me« (Radio verzija) – 3:45

## Lestvice
| Lestvica (2014)                            | Najvišja uvrstitev |
| ------------------------------------------ | ------------------ |
| Belgija (Ultratip Bubbling Under Flanders) | 83                 |
| Italija (FIMI)                             | 52                 |
| Slovenija (SloTop50)                       | 13                 |

| Lestvica (2015)      | Najvišja uvrstitev |
| -------------------- | ------------------ |
| Slovenija (SloTop50) | 13                 |

| Lestvica (2015)      | Najvišja uvrstitev |
| -------------------- | ------------------ |
| Slovenija (SloTop50) | 46                 |